# Boelvaar poef
Boelvaar poef is een tijdschrift gewijd aan de studie van werk en leven van de Vlaamse schrijver Louis Paul Boon. Het wordt uitgegeven door het Belgische Louis Paul Boongenootschap.
De uitgave, waarvan het eerste nummer verscheen in 2001, is de opvolger van het tussen 1991 en 1996 verschenen halfjaarlijkse tijdschrift De kantieke schoolmeester. Vanaf 2003 is de frequentie vier jaarlijkse nummers, maar in de praktijk verschijnt het driemaal per jaar, waarvan één aflevering een extra dik dubbelnummer is. Er verschijnen zowel themanummers als gewone afleveringen.